# Turea Bîstra, Pereciîn
Turea Bîstra (în ucraineană Тур`я Бистра) este localitatea de reședință a comunei Turea Bîstra din raionul Pereciîn, regiunea Transcarpatia, Ucraina.

## Demografie
Componența lingvistică a localității Turea Bîstra
     Ucraineană (99,11%)
     Alte limbi (0,55%)
Conform recensământului din 2001, majoritatea populației localității Turea Bîstra era vorbitoare de ucraineană (99,11%), existând în minoritate și vorbitori de alte limbi.